# 小行星20373
小行星20373（20373 Fullmer）是一颗绕太阳运转的小行星，为主小行星带小行星。该小行星于1998年5月22日发现。

## 轨道参数
小行星20373的轨道半长轴为2.7672826 UA，离心率为0.15。